# Tristan da Cunha
Tristan da Cunha je otok u južnom Atlantskom oceanu na položaju 37° južne zemljopisne širine i 12° zapadne zemljopisne dužine. Upravno pripada pod Svetu Helenu, koja je zavisni teritorij Ujedinjenog kraljevstva Velike Britanije i Sjeverne Irske), od koje je udaljen 2000 km prema jugu. Godine 1961. na otoku se aktivirao vulkan, zbog čega se preselilo cjelokupno stanovništvo otoka (oko sto ljudi) u Veliku Britaniju. Većina se kasnije vratila.
Otok je vrlo teško dostupan, uglavnom je brdovit, a na jedinoj ravnici, na sjeverozapadnoj obali, leži prijestolnica Edinburgh (ili „Edinburgh na sedam mora”). Najviša planina, Vrh kraljice Mary iznosi 2010 m. Po zimi njen vrh prekriva snijeg.
Otoke je 1506. god. otkrio portugalski pomorac Tristão da Cunha i nazvao ih po sebi -Ilha de Tristão da Cunha. Ime se kasnije angliziralo u Tristan da Cunha.
Ime Tristan da Cunha se upotrebljava također za cijelu otočnu skupinu, koju čine otoci:
- Tristan da Cunha (površina: 98 km2)
- Inaccessible (10 km2)
- Otočje Nightingale (2 km2)
  - Nightingale (1,8 km2)
  - Srednji otok (0,1 km2)
  - Stoltenhoff (0,1 km2)
- Gough (91 km2)

## Otoci Gough i Inaccessible
Otoci Gough i Inaccessible su kao prirodni rezervat divljeg života 1995. god. upisani na UNESCO-ov popis mjesta svjetske baštine u Africi.
Otok Gough, također u povijesti poznat i kao Gonçalo Álvares ili Diego Alvarez, je vulkanski otok skupine otoka Tristan da Cunha i dio je britanskog prekomorskog područje "Sveta Helena, Ascension i Tristan da Cunha". On je nenaseljen, osim osoblja Vremenske stanice (obično šest osoba) koje održava Južnoafrički državni antarktički program (South African National Antarctic Program) stalno od 1956. god. To je jedno od najudaljenijih mjesta sa stalnom prisutnošću čovjeka.
Nepristupačni otok je ugašeni vulkan veličine 14 km2, 45 km jugozapadno od Tristan da Cunhe. On je teritorij Ujedinjenog Kraljevstva, iako tijekom svoje povijesti nije imao stalnog stanovništva. Najpoznatiji je kao dom jako rijetkih ptica.
- Krajolik otoka Gough
- Velika mlakuša (Gallinula corneri)
- otok Inaccessible
- Žutokljuni albatros (Thalassarche chlororhynchos)

## Stanovništvo
Na otoku živi približno 300 ljudi. Govore engleski jezik, po vjeroispovijesti su anglikanci. Imaju zdravstvene teškoće, zbog endogamije - braka među daljnjim rođacima. Skoro svi stanovnici rade za otočku vladu. Uzgajaju krumpir, koji je bitan u prehrani otočana. Svaka tri ili četiri mjeseca dolazi brod, koji dovozi potrebno.
Na otoku nema aerodroma. Postoji mala ribarska luka. Nema časopisa ni televizije.
Na otoku je škola, bolnica, pošta, muzej, kavana, pivnica i bazen. Kad mladi navrše 16 godina, lako nastavljaju daljnje školovanje u Velikoj Britaniji.
Većina prihoda ostvaruje se od prodaje poštanskih marki. Jastoge izvoze u Japan i u SAD.
Otok se spominje u romanu Edgara Allana Poea Pripovijed Arthura Gordona Pyma.

## Biljni svijet
Na otoku je popisano svega 178 biljnih vrsta, od čega od 98 autohtonih čak 48 endema bez podvrsta.
1. Lycopodium diaphanum (P. Beauv.) Sw.
2. Haplopteris vittarioides (Thouars) comb. ined.
3. Elaphoglossum campylolepium J. P. Roux
4. Elaphoglossum gracilifolium J. P. Roux
5. Elaphoglossum insulare C. Chr.
6. Elaphoglossum lasiolepium J. P. Roux
7. Elaphoglossum laurifolium (Thouars) T. Moore
8. Elaphoglossum obtusatum (Carmich.) C. Chr.
9. Megalastrum aquilinum (Thouars) Sundue, Rouhan & R. C. Moran
10. Megalastrum peregrinum Sundue, Rouhan & R. C. Moran
11. Athyrium medium (Carmich.) T. Moore
12. Lomariocycas palmiformis (Thouars) Gasper & A. R. Sm.
13. Asplenium aequibasis (C. Chr.) J. P. Roux
14. Asplenium alvarezense R. N. R. Br.
15. Asplenium insulare Carmich.
16. Rostkovia tristaniensis Christoph.
17. Carex insularis Carmich.
18. Carex thouarsii Carmich.
19. Isolepis bicolor Carmich.
20. Isolepis moseleyana (Boeckeler) Muasya
21. Isolepis sulcata (Thouars) Carmich.
22. Glyceria insularis C. E. Hubb.
23. Calamagrostis deschampsiiformis C. E. Hubb.
24. Agrostis carmichaeli Schult. & Schult.f.
25. Agrostis crinum-urai Mez
26. Agrostis goughensis C. E. Hubb.
27. Agrostis holgateana C. E. Hubb.
28. Agrostis media Carmich.
29. Agrostis trachychlaena C. E. Hubb.
30. Agrostis wacei C. E. Hubb.
31. Polypogon mollis (Thouars) C. E. Hubb. & E. W. Groves
32. Deschampsia christophersenii C. E. Hubb.
33. Deschampsia mejlandii C. E. Hubb.
34. Deschampsia robusta C. E. Hubb.
35. Deschampsia wacei C. E. Hubb.
36. Ranunculus caroli Christoph.
37. Acaena sarmentosa (Thouars) Carmich.
38. Acaena stangii Christoph.
39. Rumex frutescens Thouars
40. Dysphania tomentosa (Thouars) Mosyakin & Clemants
41. Atriplex plebeja Carmich.
42. Nertera holmboei Christoph.
43. Nertera major (Thouars) I. M. Turner
44. Callitriche christensenii Christoph.
45. Cotula goughensis R. N. R. Br.
46. Cotula moseleyi Hemsl.
47. Gamochaeta thouarsii (Spreng.) Anderb.
48. Hydrocotyle capitata Thouars
49. Hypolepis rugosula subsp. villosoviscida
50. Amauropelta bergiana var. tristanensis (Schltdl.) Holttum var. tristanensis
51. Asplenium platybasis var. subnudum Kunze var. subnudum G. Forst.
52. Peperomia berteroana subsp. tristanensis

## Vanjske poveznice
- Službene stranice otočja (engl.)
- Tristan Times  Arhivirana inačica izvorne stranice od 28. ožujka 2019. (Wayback Machine) (engl.)
- Return to Trista Da Cunha, Global Nomad, National Geographic (engl.) (video)

Ostali projekti
|  | Zajednički poslužitelj ima još gradiva o temi Tristan da Cunha |